# A Gellért-hegy díszkerítése
A Gellért-hegy díszkerítése egy, kisebb épületekkel ellátott, neoromán stílusú építmény a Gellért-hegy Duna felőli oldalán, a Szent Gellért rakpartnál.

## Jellemzői

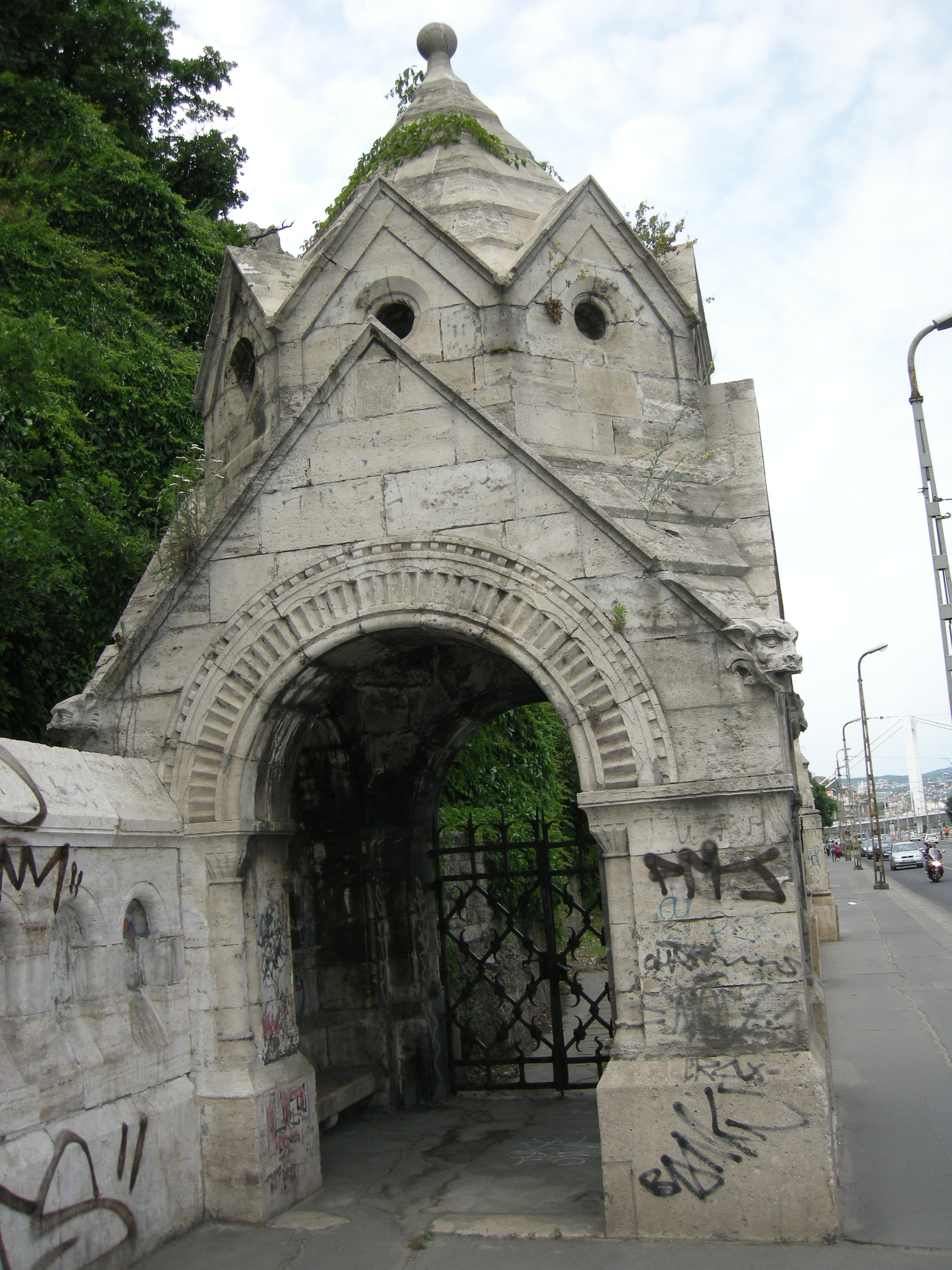

A díszkerítést idősebb Francsek Imre tervezte a „Halászbástya modorában”, neoromán stílusban. Építésére a rakpart kiépítése, illetve a hegy omladozása miatti megerősítése kapcsán került sor. Kezdő pontja a Magyarok Nagyasszonya-sziklatemplom alatt található, vége a Rudas-fürdő magasságában található. Nem összefüggő, 3 szakaszból áll.
A kerítésépítmény szorosan vett román kerítéselemekből, és kisebb, tornyos bástyákból áll. Részei a Szabadság híd felől haladva:
- nagyobb, emeletes, bástyaszerű épület, két oldalán rövid, 1 emelet magas, tömör kőkerítésrésszel[3]
- díszkapu két oldalán rövid tömör kőkerítésrésszel[4]
- kőkerítés felső részén áttört vaskerítéssel, szakasztagoló oszlopokkal, minden 3. oszlop magasabb a közte lévő 2-nél[5]
- kisebb kapuépület[6]
- itt megszakad a kerítés, a Gellért-hegy fala közvetlenül eléri a járdát
- kisebb kapuépület[7]
- kőkerítés felső részén áttört vaskerítéssel, szakasztagoló oszlopokkal, minden 3. oszlop magasabb a közte lévő 2-nél[8]
- lépcsőzetes építmény[9]
- kőkerítés felső részén áttört vaskerítéssel, szakasztagoló oszlopokkal, minden 3. oszlop magasabb a közte lévő 2-nél[10]
- kisebb kapuépítmény[11]
- tömör kőkerítés[12]
- itt szintén megszakad a kerítés, a Gellért-hegy fala közvetlenül eléri a járdát
- tömör kőkerítés[13]

## Környező, kapcsolódó építmények
Bár szintén neoromán stílusú (habár modernizált neoromán), jóval később, az 1934-ben épült a kerítés fölötti pálos kolostor Weichinger Károly tervei alapján.
A kerítéssel egyidőben épült szintén Francsek tervei szerint a Gellérthegy díszlépcsőzete, a Szent Gellért-szobor és annak építészeti része (építészet: Francsek Imre, szobrászat: Jankovits Gyula és Gárdos Aladár), Budapest, a Gellért-hegy oldalában, az Erzsébet-híd budai oldalán, illetve a hegy szobor alatti magas, megerősített kőfala (1902).